# Jon Prescott
Jon Prescott (Mountain View, 10 agosto 1981) è un attore statunitense.

## Biografia
È nato in Mountain View in California, ma è cresciuto vicino a Portland in Oregon. Prescott ha due fratelli e una sorella. Ha frequentato l'Emerson College a Boston. Dopo il collage si è trasferito a Los Angeles. Ha recitato per la prima volta in The One (2011).

## Filmografia

### Cinema
- L'amore non va in vacanza (The Holiday), regia di Nancy Meyers (2006)
- Careless, regia di Peter Spears (2006)
- Urlo (Howl), regia di Rob Epstein e Jeffrey Friedman (2010)
- The One, regia di Caytha Jentis (2011)
- Maladies, regia di Carter (2012)
- Verso la fine del mondo (Parts Per Billion), regia di Brian Horiuchi (2014)
- Non è mia figlia (The Wrong Daughter), regia di Ben Meyerson (2018)

### Televisione
- Hot Properties – serie TV, episodio 1x05 (2005)
- Outdoor Investigations – serie TV, 9 episodi (2006)
- CSI: NY – serie TV, episodio 3x07 (2006)
- Watch Over Me – serie TV, 6 puntate (2006)
- Las Vegas – serie TV, episodio 4x14 (2007)
- Così gira il mondo (As the World Turns) – serie TV, 59 puntate (2008)
- Law & Order - I due volti della giustizia (Law & Order) – serie TV, episodio 19x15 (2009)
- Una vita da vivere (One Life to Live) – serie TV, 3 puntate (2009)
- 30 Rock – serie TV, episodio 4x17 (2010)
- Rescue Me – serie TV, episodio 6x05 (2010)
- The Good Wife – serie TV, episodio 2x20 (2011)
- Law & Order: Criminal Intent – serie TV, episodio 10x02 (2011)
- Untitled Jersey City Project – serie TV, 5 episodi (2011)
- The Client List - Clienti speciali (The Client List) – serie TV, 4 episodi (2012)

## Doppiatori italiani
- Gabriele Trentalance in The Client List - Clienti speciali
- Andrea Zalone in Law & Order: Criminal Intent
- Fabrizio Russotto in Non è mia figlia